# جایزه جهانی معلم

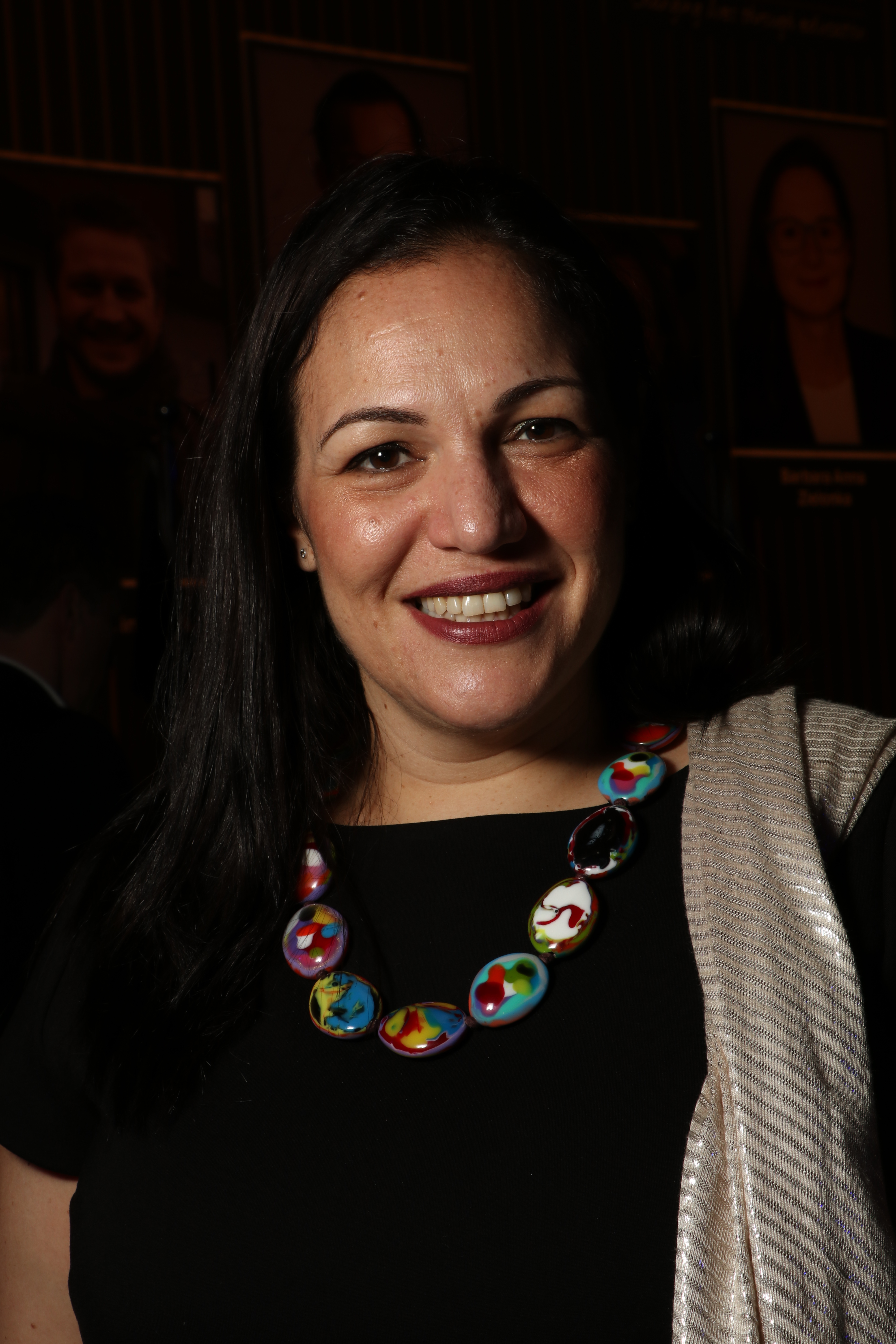
آندریا زافیراکو، آموزگاری از بریتانیا برنده جایزه معلم برتر جهان سال ۲۰۱۸

جایزه جهانی معلم یک جایزه سالانه ۱ میلیون دلاری‌ست که توسط بنیاد وارکی به معلمی اهدا می‌شود که سهم قابل توجهی را در این حرفه داشته‌است. نامزدهای معلمان که معیارهای خاصی را داشته باشند و هم‌چنین معلمان نیز می‌توانند خود را کاندید کنند. این قضاوت توسط آکادمی جایزه جهانی معلمان انجام می‌شود که متشکل از معلمان سرپرست، متخصصان آموزش، مفسران، روزنامه‌نگاران، مقامات دولتی، کارآفرینان فنی، مدیران شرکت و دانشمندان از سراسر جهان است.
این مؤسسه خیریه بین‌المللی در سال ۲۰۱۴ توسط سانی وارکی، کارآفرین هندی‌تبار ساکن دوبی با هدف کمک به توسعه علم در جهان راه‌اندازی شد و هر سال به یک معلم نمونه در دنیا جایزه یک میلیون دلاری اعطا می‌کند.
جایزه سالانه در دومین سال انجمن جهانی آموزش و پرورش و مهارت در ماه مارس ۲۰۱۴ راه‌اندازی شد و بیش از ۵۰۰۰ نامزد از ۱۲۷ کشور دریافت کرد.
جایزه جهانی معلم را روزنامه‌نگاران به عنوان جایزه نوبل برای تدریس به آن اشاره می‌کنند. رئیس بنیاد وارکی اظهار داشت: "ما می‌خواهیم معلمان را به عنوان ستارگان ترویج دهیم و از کیفیت آموزش و پرورش حمایت کنیم تا تأثیری که آموزگاران بر زندگی ما دارند برجسته شود.""تدریس باید مهم‌ترین حرفه در جهان شناخته شود و باید به آنها احترام گذاشته شود.
پیتر تابیچی معلم علوم ۵۰ ساله یک مدرسه دور افتاده در کنیا به خاطر اعطای بخش بزرگی از درآمد خود به دانش‌آموزان فقیر و آموزش آنها در تعطیلات آخر هفته، برنده جایزه یک میلیون دلاری سال ۲۰۱۹ بنیاد وارکی، به عنوان «بهترین معلم دنیا» شد. به گزارش سایت رسمی این بنیاد، آقای تابیچی معلم یک مدرسه نیمه خصوصی در منطقه محروم «پوانی» کنیا است و ۸۰ درصد درآمد خود را برای دانش‌آموزانش خرج می‌کرده‌است.
تاکنون آموزگارانی از کانادا، سرزمین‌های فلسطینی و ایالات متحده آمریکا به خاطر تلاش‌ها، فداکاری‌ها و یافتن راه‌هایی پیشرو برای کمک به توسعه علم در جهان، برنده جایزه یک میلیون دلاری وارکی شده‌اند.